# メリデン (コネチカット州)
メリデン（英: Meriden）は、アメリカ合衆国コネチカット州のニューヘイブン郡にある都市。人口6万0850人（2020年）。

## 歴史
メリデンは当初ウォーリングフォード町の一部だった。1727年に別の集会所を持つことを認められ、1806年には町となり、1867年に市として法人化された。イングランドのウェスト・ミッドランズにあるメリデン町から町の名が採られた。伝承に拠ると、現在の国道5号線近くにあったとされるメリー・デン酒場から名付けられたとしている。
町で最古の家屋は1711年にソロモン・ゴフィが建てたものであり、現在でもソロモン・ゴフィ邸として博物館になっている。
1800年代、メリデンではインターナショナル・シルバーやメリデン・カトラリーなどの会社が大量に食卓食器類と関連製品を製造していたので、「銀の都市」という綽名があった。
1832年、チャールズ・パーカーとその弟が、資本金70ドルでメリデンでは最初の工場を開いた。長年の間に蒸気機関から、機関車の車輪、印刷機械、ピアノのストールまで、幅広い種類の製品を製造した。南北戦争のとき、パーカーのメリデン・マシーン・カンパニーは北軍からの注文で、10,000挺の連発ライフル銃、15,000挺のスプリングフィールド・ライフル銃を製造した。パーカーは独自の散弾銃の製造を始め、「1866年の銃」と呼んだ。1868年、チャールズとその息子ウィルバー、チャールズ、デクスターが、パーカー兄弟銃会社を興し、1934年まで独立した会社として経営していたが、その後はレミントン・アームズに買収された。
ハンギングヒルズにあるハバード公園は、地元の実業家でブラッドリー・アンド・ハバード製造会社の社長だったウォルター・ハバードが建設資金を出した。ハバードは有名な造園家フレデリック・ロー・オルムステッドが公園の設計図を描くのを助けた。
1939年、FMラジオを発明し、ネットワーク・ラジオのパイオニアだったエドウィン・ハワード・アームストロングが、ウェスト・ピークを使って最初期のFMラジオ放送を行う場所にした。最初に建てた高さ70フィート (21 m) の送信塔が現在も立っている。現在のウェスト・ピークには、WNPR、WWYZ、WKSS、WDRC-FM、WMRQ-FM、WHCN、合計6局のFM放送局がある。
1900年、キャッスル・クレイグがハバード公園で落成した。
1903年、カーティス記念図書館が開館した。
フランシスカン・シスターズ・オブ・ザ・ユーカリストがメリデンにその母館を持っており、フランシスカン・ブラザーズ・オブ・ザ・ユーカリストも同様である。

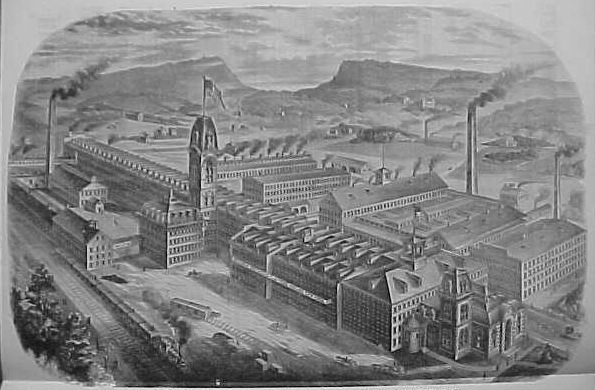
メリデン・ブリタニア会社、金と銀の電気めっき工場、1881年
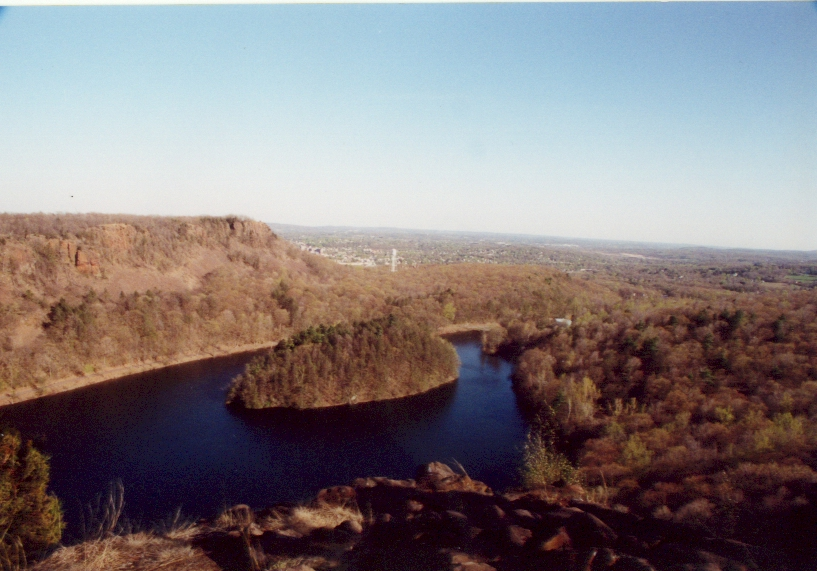
ハンギングヒルとハバード公園

## 地理

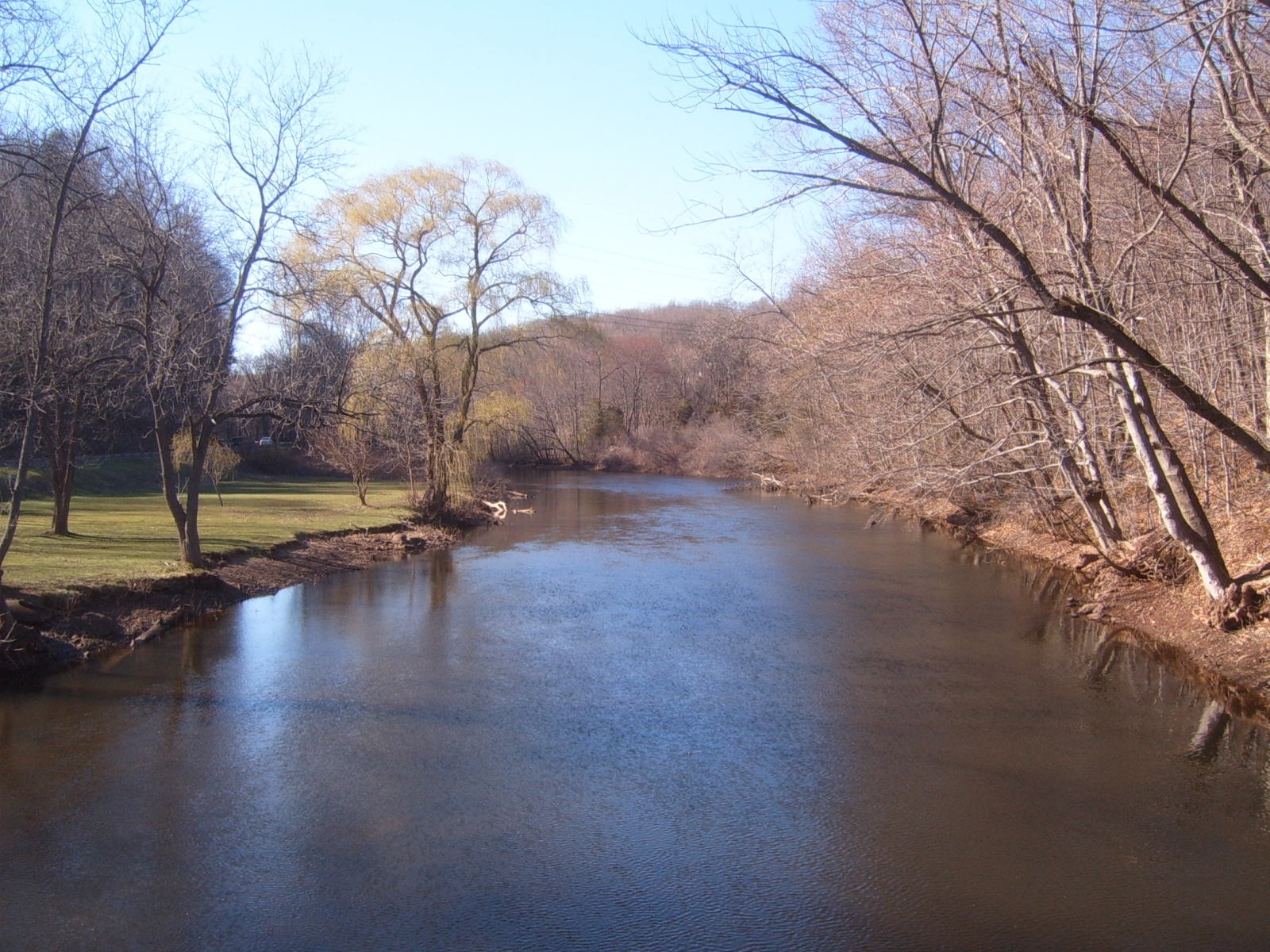
クィニピアック川、サウスメリデンのクィニピアック峡谷を蛇行する

アメリカ合衆国国勢調査局に拠れば、市域全面積は24.1平方マイル (62.5 km2)であり、このうち陸地23.8平方マイル (61.5 km2)、水域は0.4平方マイル (1.0 km2)で水域率は1.66%である。
メリデン市内では、ロングアイランド湾からバーモント州境近くまで伸びる山岳性トラップロックの尾根である、メタコメット山地の多くの著名な峰が並んでいる。良く知られた峰として、ハンギングヒルズ（ウェスト・ピーク、イースト・ピーク、サウス山、カソール山）、ラメンテーション山、ショーンシー・ピーク、ベシーク山がある。1世紀以上にわたって市のランドマークになっているキャッスル・クレイグはハバード公園にあるハンギングヒルズに建てられた。
クィニピアック川が市域の南西四分域を切り取って流れており、その領域は地元住人から「サウスメリデン」と呼ばれている。ここでは川がほぼ1.6キロメートルにわたって2つの丘を切っており、露出した砂岩と褐色砂岩の崖がある谷になっている。ハーバー・ブルック（当初はピルグリム・ハーバー・ブルックと名付けられた）が町の北東部と南西部を切り取り（メリデン中心街は暗渠で通り過ぎている）、サウスメリデンでハノーバー池（クィニピアック川の一部）に注いでいる。

### 地区
- メリデン・センター
- サウスメリデン

## 人口動態
以下は2010年国勢調査による人口統計データである。
| - 人口: 60,868 人 - 住宅 - 総戸数: 25,892 戸 - 入居戸数: 23,977 戸 - 所有者入居: 14,594 戸 - 所有者数: 37,167 人 - 賃貸入居: 9,383 戸 - 賃貸利用者数: 22,746 人 - 18歳未満の子供がいる: 6,942 戸 - 空戸数: 1,915 戸 - 賃貸用空戸数: 688 戸 - 販売用空戸数: 249 戸 - 一時的賃貸用空戸数: 78 戸 | - 性別人口 - 男性: 29,446 人 - 女性: 31,422 人 - 年齢世代別人口 - 18歳未満: 14,553 人 - 18-19歳: 46,315 人 - 20-24歳: 3,695 人 - 25-34歳: 8,581 人 - 35-49歳: 12,855 人 - 50-64歳: 11,887 人 - 65歳以上: 7,834 人 | 人種別人口構成 - ヒスパニック・ラテン系: 17,590 人 - 非ヒスパニック: 43,278 人 - 白人: 44,727 人 - アフリカン・アメリカン: 5,876 人 - ネイティブ・アメリカン: 302 人 - アジア人: 1,277 人 - 太平洋諸島系: 34 人 - その他の人種: 6,506 人 - 混血: 2,146 人 |

以下は2000年国勢調査による人口統計データである。
| 基礎データ - 人口: 58,244 人 - 世帯数: 22,951 世帯 - 家族数: 14,964 家族 - 人口密度: 946.9人/km2（2,452.8 人/mi2） - 住居数: 24,631 軒 - 住居密度: 400.4軒/km2（1,037.3 軒/mi2） 人種別人口構成 - 白人: 80.2% - アフリカン・アメリカン: 6.4% - ネイティブ・アメリカン: 0.4% - アジア人: 1.4% - 太平洋諸島系: 0.02% - その他の人種: 8.6% - 混血: 2.9% - ヒスパニック・ラテン系: 32.4% | 年齢別人口構成 - 18歳未満: 25.7% - 18-24歳: 8.1% - 25-44歳: 30.2% - 45-64歳: 21.9% - 65歳以上: 14.1% - 年齢の中央値: 36歳 - 性比（女性100人あたり男性の人口） - 総人口: 94.0 - 18歳以上: 89.2 世帯と家族（対世帯数） - 18歳未満の子供がいる: 31.3% - 結婚・同居している夫婦: 45.4% - 未婚・離婚・死別女性が世帯主: 15.2% - 非家族世帯: 34.8% - 単身世帯: 28.9% - 65歳以上の老人1人暮らし: 10.7% - 平均構成人数 - 世帯: 2.49人 - 家族: 3.08人 | 収入と家計 - 収入の中央値 - 世帯: 43,237米ドル - 家族: 52,788米ドル - 性別 - 男性: 39,633米ドル - 女性: 10,268米ドル - 人口1人あたり収入: 20,597米ドル - 貧困線以下 - 対人口: 20.5% - 対家族数: 17.5% - 18歳未満: 33.3% - 65歳以上: 23.8% |

## 政治
| 2005年10月25日時点での登録有権者と政党支持の構成 | 2005年10月25日時点での登録有権者と政党支持の構成 | 2005年10月25日時点での登録有権者と政党支持の構成 | 2005年10月25日時点での登録有権者と政党支持の構成 | 2005年10月25日時点での登録有権者と政党支持の構成 | 2005年10月25日時点での登録有権者と政党支持の構成 |
| 政党                                             | 活性有権者                                       | 非活性有権者                                     | 有権者計                                         | 構成比                                           |                                                  |
| ------------------------------------------------ | ------------------------------------------------ | ------------------------------------------------ | ------------------------------------------------ | ------------------------------------------------ | ------------------------------------------------ |
| 民主党                                           | 9,225                                            | 524                                              | 9,749                                            | 30.15%                                           |                                                  |
| 共和党                                           | 4,275                                            | 213                                              | 4,488                                            | 13.88%                                           |                                                  |
| 無党派                                           | 16,927                                           | 1,147                                            | 18,074                                           | 55.90%                                           |                                                  |
| 少数政党                                         | 19                                               | 2                                                | 21                                               | 0.06%                                            |                                                  |
| 合計                                             | 30,446                                           | 1,886                                            | 32,332                                           | 100%                                             |                                                  |

## 交通

### 鉄道

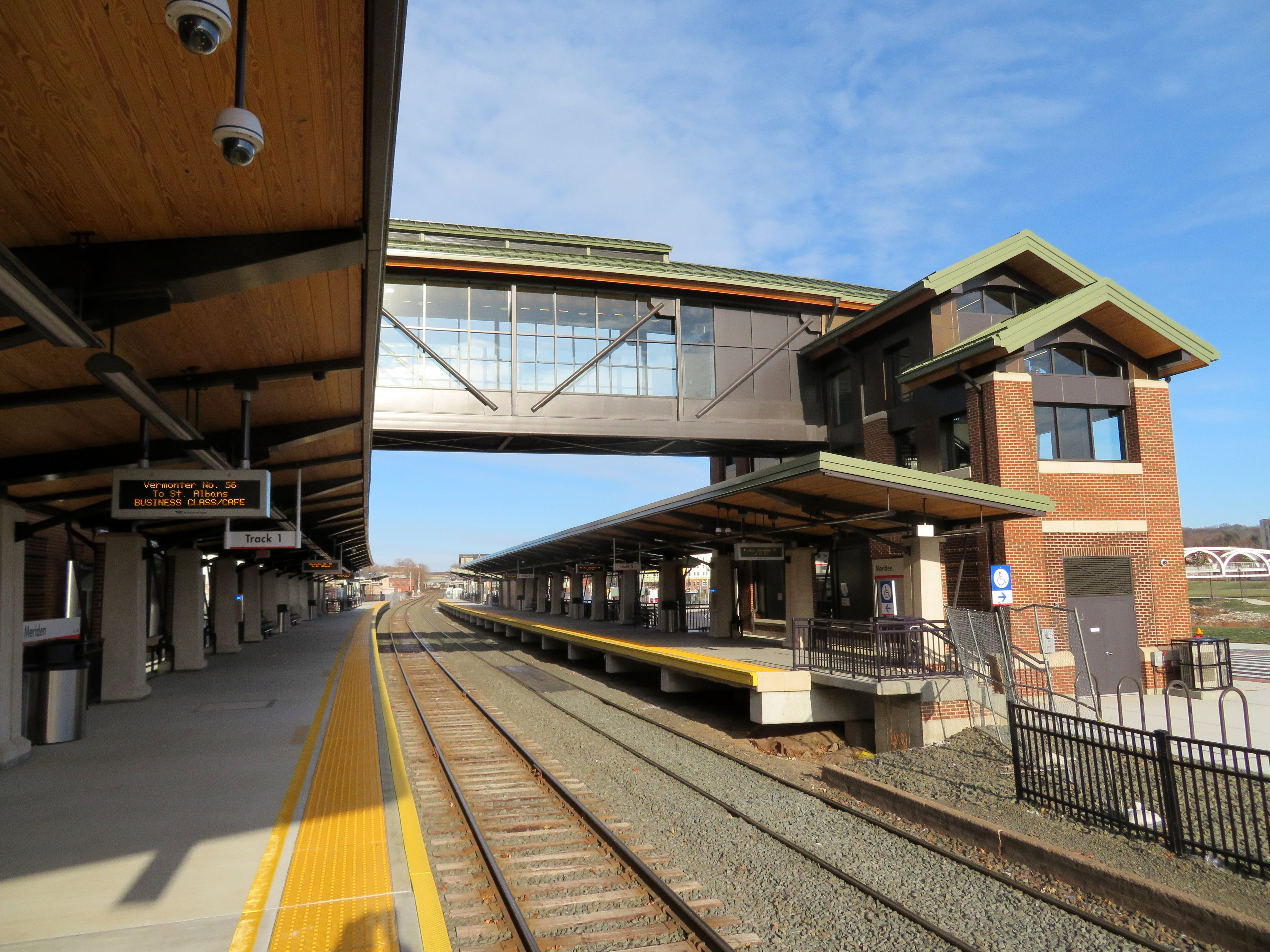
メリデン駅

メリデン市は、アムトラックが提供する市内を南北に通っている地域鉄道でニューヘイブンやハートフォード各市と繋がっている。この線は1839年に開通し、長年ニューヨーク・ニューヘイブン・アンド・ハートフォード鉄道が運行していた。1888年からウォーターバリーとミドルタウンを繋ぐ旅客と貨物のミドルタウン・メリデン・アンド・ウォーターバリー鉄道の路線も通っていたが、1924年に廃線になった。
アムトラックのメリデン駅はステート・ストリート60にある。
アムトラックのメリデン駅に停車する列車は下記の通り。
セントオールバンズとワシントンD.C.間の昼行長距離列車ヴァーモンター号が1日1往復停車
マサチューセッツ州スプリングフィールドとワシントンD.C.間の昼行中距離列車ノースイースト・リージョナル…1日1往復発着（スプリングフィールド・ユニオン駅まで運行する便が当駅に停車）
マサチューセッツ州スプリングフィールドとニューヘイブン間の昼行短距離列車ニューヘイブン・スプリングフィールドシャトル…1日4往復発着（ニューヘイブン・ユニオン駅にてノースイースト・リージョナルに連絡する短距離列車）
アムトラックの列車は通勤ではほとんど使われていない。しかし州が助成する通勤鉄道であるショアライン・イーストが成功したことで、2011年にはハートフォード線を運行することになった（ニューヘイブン・ハートフォード・スプリングフィールド線）。州の資金でメリデンに新しい駅ができ、市の指導層は駅を利用することになる通勤客を取り込み、市内に交通村を創設できることを期待している。これが中心街の再活性化に繋がるという期待もある。
サウスメリデンのクィニピアック川峡谷では、MW&CR 鉄道の路床跡をレクリエーション用レイルトレイルであるメリデン・リニア・トレイルに転換してきた。2006年12月に公開され、正式の開通は2007年11月3日だった。

### バス
1784年からメリデンには、ニューヘイブン・ハートフォード駅馬車の停車駅があった。国道5号線の東メインストリート交差点近くである。その後、同じ駅がグレイハウンドとピーターパン・バスラインズのバス停に使われていた。1970年代から2007年までハートフォードとボストン方面には1日4便、ニューヘイブンとニューヨーク方面にも1日4便が運行されていたが、都市間バスがメリデンには来なくなった。
メリデンはコネチカット州の広範な公共バス交通ネットワークであるコネチカット交通と繋がれている。市内は3系統の環状線が1時間に1本走っている。B系統はメリデン鉄道駅を出発し、南のコールズ・プラザを通ってニューヘイブンとを繋ぐ。A系統は鉄道駅から北のメリデンスクエアを通り、ニューブリテンとハートフォードを繋ぐ。C系統は東メインストリートと西メインストリートを通り、ミドルタウンとウォータバリーを繋いでいる。

### 空港
メリデン・マーカム市民空港は、市が所有し、市中心からは南に5キロメートル、サウスメリデンとイェールズビルの境にあり、民間機とチャーター機が利用している。

### 主要高規格道路
市内を州間高速道路91号線が通っており、ハートフォード、スプリングフィールド、ニューヘイブンに行くことができる。州間高速道路691号線は同84号線に接続し、ウォータバリーなど西の拠点に向かう。ウィルバー・クロス・パークウェイは南のウォーリングフォード、ニューヘイブン、ニューヨーク市に向かう。メリデン市の北端ではバーリン・ターンパイクに変わる。アメリカ国道5号線はノースブロード通りとサウスブロード通りとして市内を抜けている。

## 教育
メリデン教育委員会が公立学校を運営している。
- 公立小学校（幼稚園から5年生）
  - ジョン・バリー
  - ベンジャミン・フランクリン
  - ネイサン・ヘイル
  - ハノーバー
  - トマス・フッカー
  - カシミア・プラスキ
  - イズラエル・パットナム
  - ロジャー・シャーマン

- 公立中学校（6年生から8年生）
  - リンカーン
  - ワシントン
- 公立高校（9年生から12年生）
  - フランシス・T・マロニー高校
  - オービル・H・プラット高校
- マグネット中学校

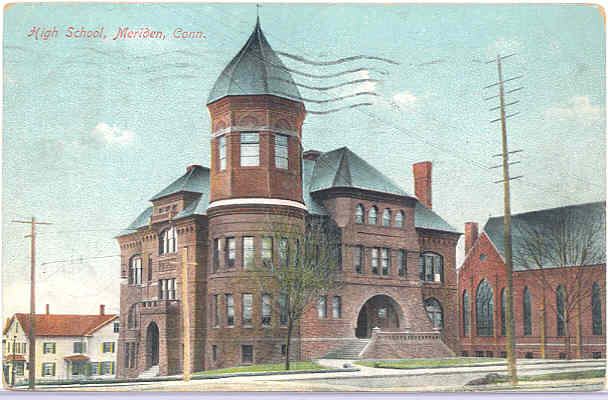
高校の校舎、1909年

  - トマス・A・エジソン（ノースヘイブンの ACES が運営）
- 州立工業高校
  - ホレス・C・ウィルコックス

- 私立学校
  - セントスタニスラウス学校（幼稚園から8年生）
  - セントジョセフ学校（幼稚園から8年生）
  - アワーレディ・オブ・マウントカーメル学校（幼稚園から8年生）

## 見どころ

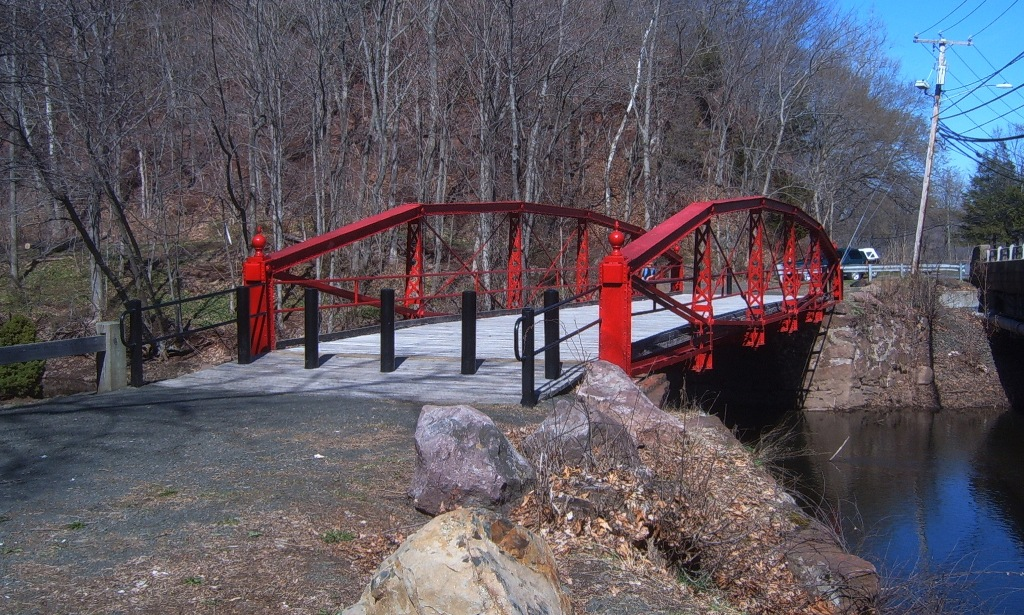
赤橋、州内に4つしか残っていないレンズ状トラス橋の1つ

- キャッスル・クレイグ
- カーティス記念図書館
- ジュウフリダ公園[17]
- ハンギングヒルズ
- ハバード公園
- ハンター・ゴルフコース
- メリデン・リニア・トレイル
- モーゼス・アンドリュー邸
- オールド・トラフィック塔
- 赤橋
- ソロモン・ゴフィ邸
- テッドのレストラン
- ウェストフィールド・メリデン・モール

## 大衆文化の中で
ロバート・デ・ニーロが主演した1989年の映画『ジャックナイフ』は、メリデンで撮影された。映画の中に市内の多くの目印が写っている。
2006の映画『Dot. ドット』はメリデンが舞台だった。
アイオワ州とワイオミング州のメリデン、ミネソタ州のメリデン郡区は、このメリデンから名付けられた。

## 著名な出身者
- ルイス・キッド・カプラン - プロボクサー、フェザー級世界チャンピオン[18]
- ミゲル・カルドナ - 教育者、第12代アメリカ合衆国教育長官[19]
- ローザ・ポンセル - オペラ歌手

## メディア
「メリデン・デイリー・ジャーナル」が市の新聞だった。現在は「レコード・ジャーナル」がメリデン、ウォーリングフォード、チェシャー、サジントンで配布されており、印刷所はメリデン中心街にある。

## ギャラリー

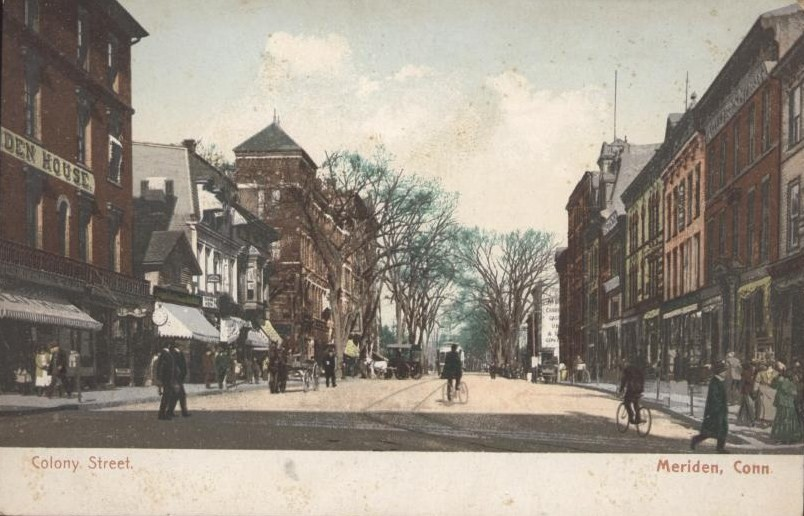
コロニー通り、1905年頃
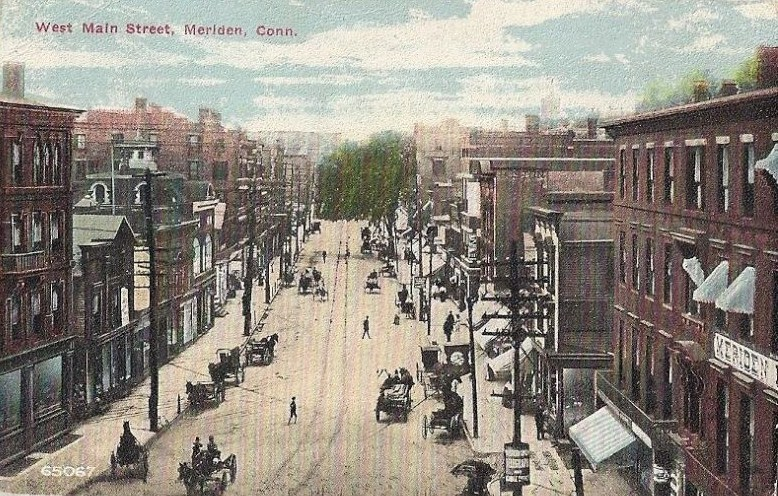
西メインストリート、1912年頃
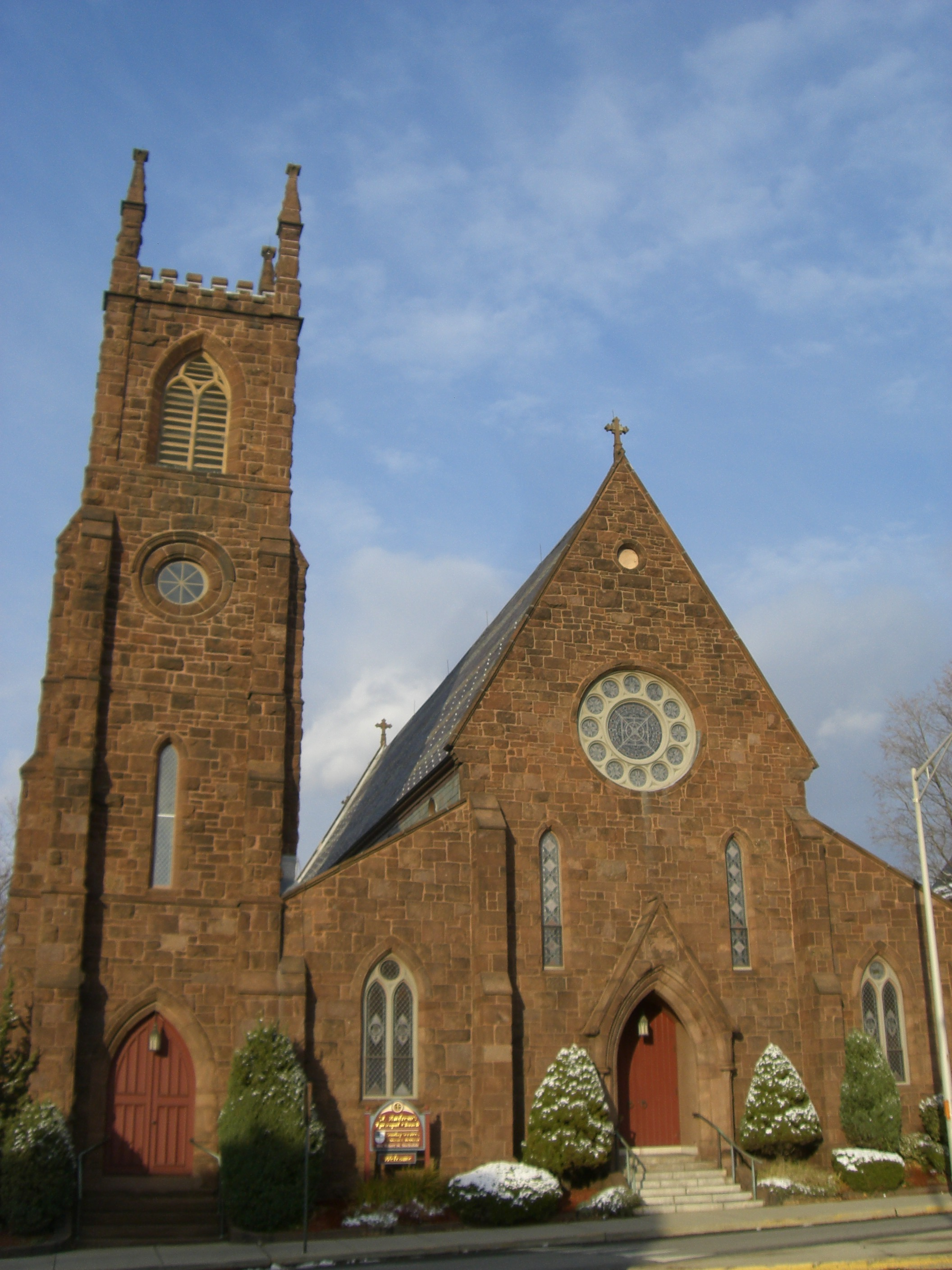
セントアンドリュース教会、2008年12月
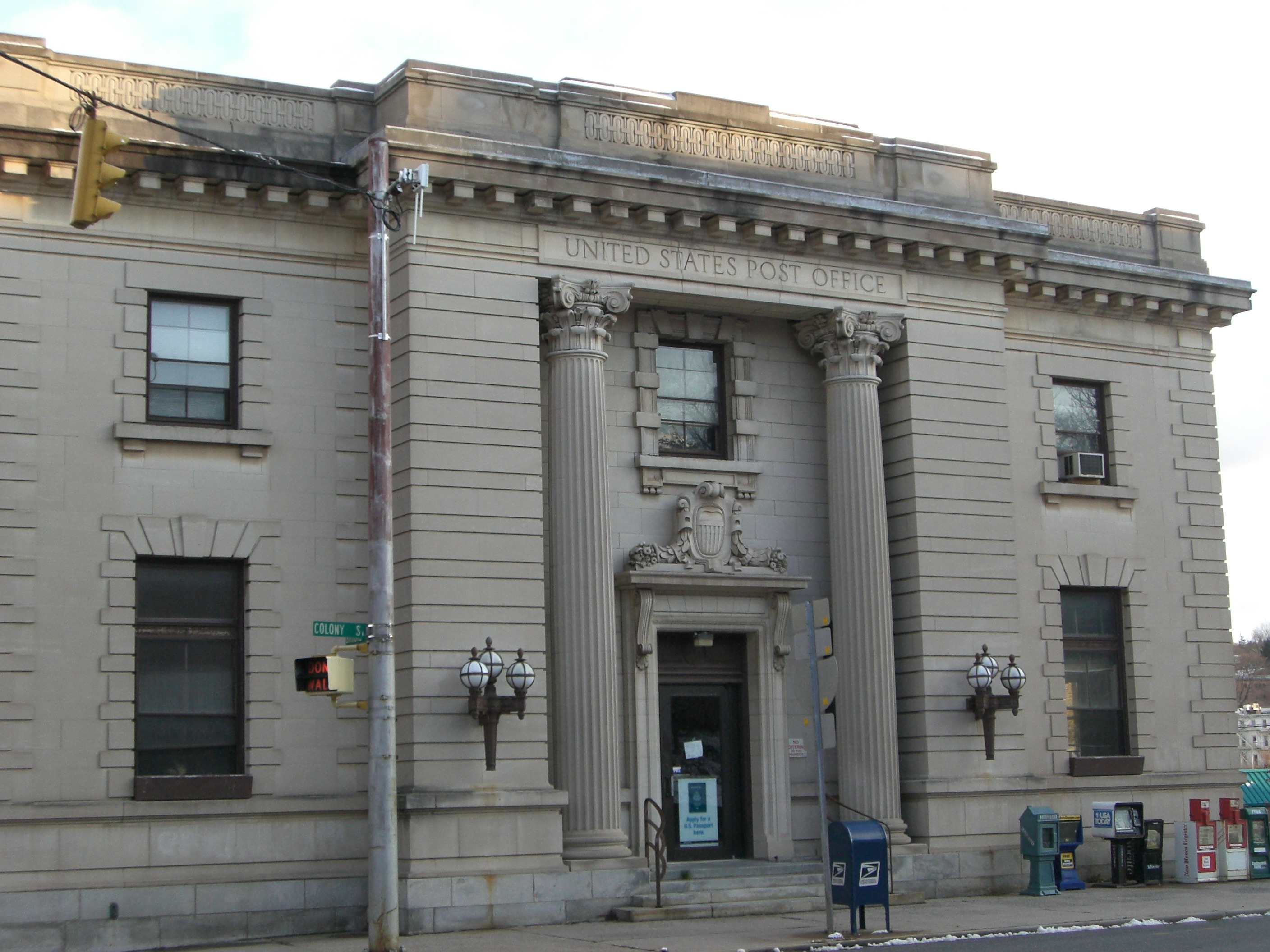
旧メリデン郵便局、2008年12月
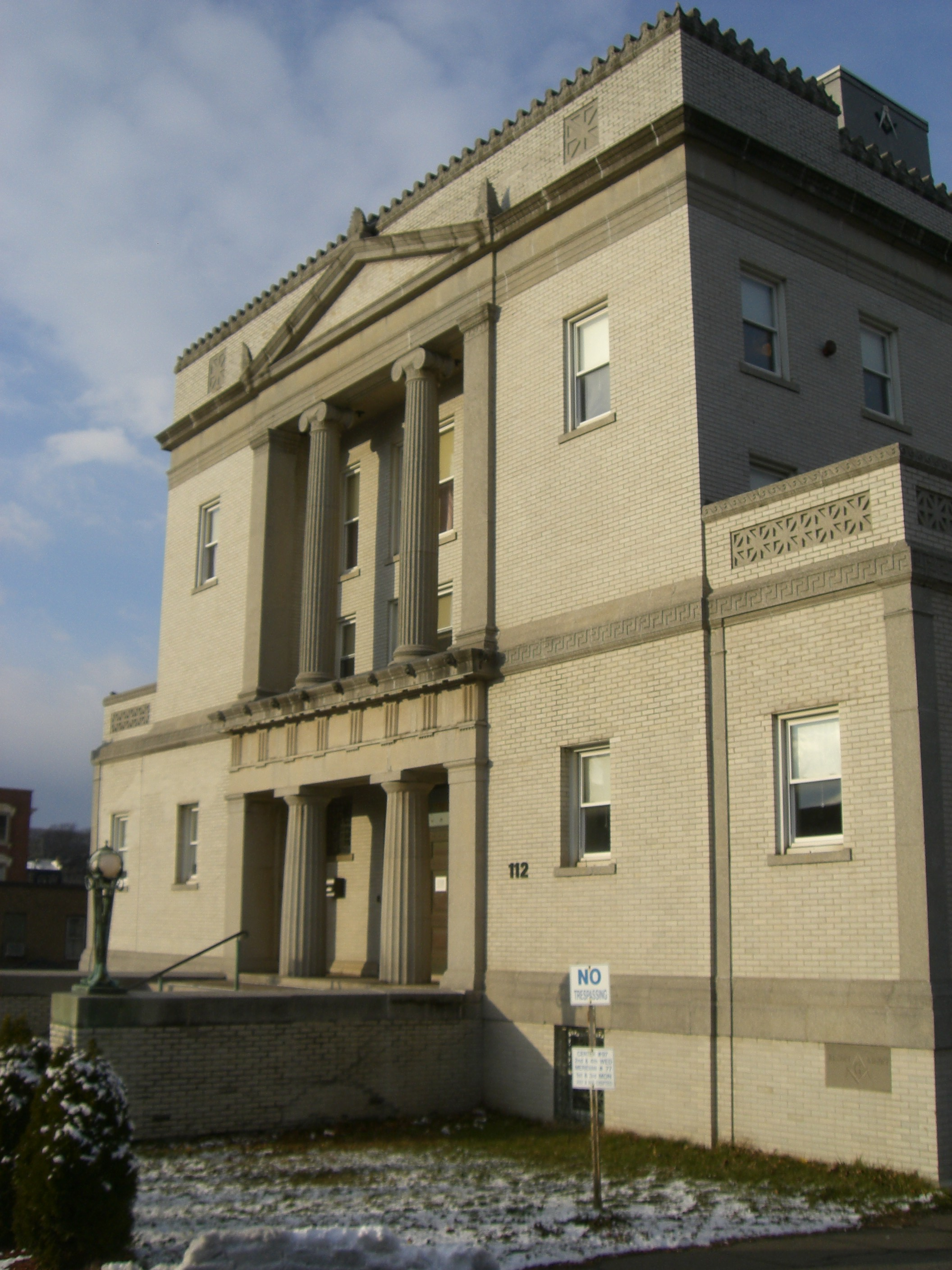
フリーメイソンのテンプル、2008年12月
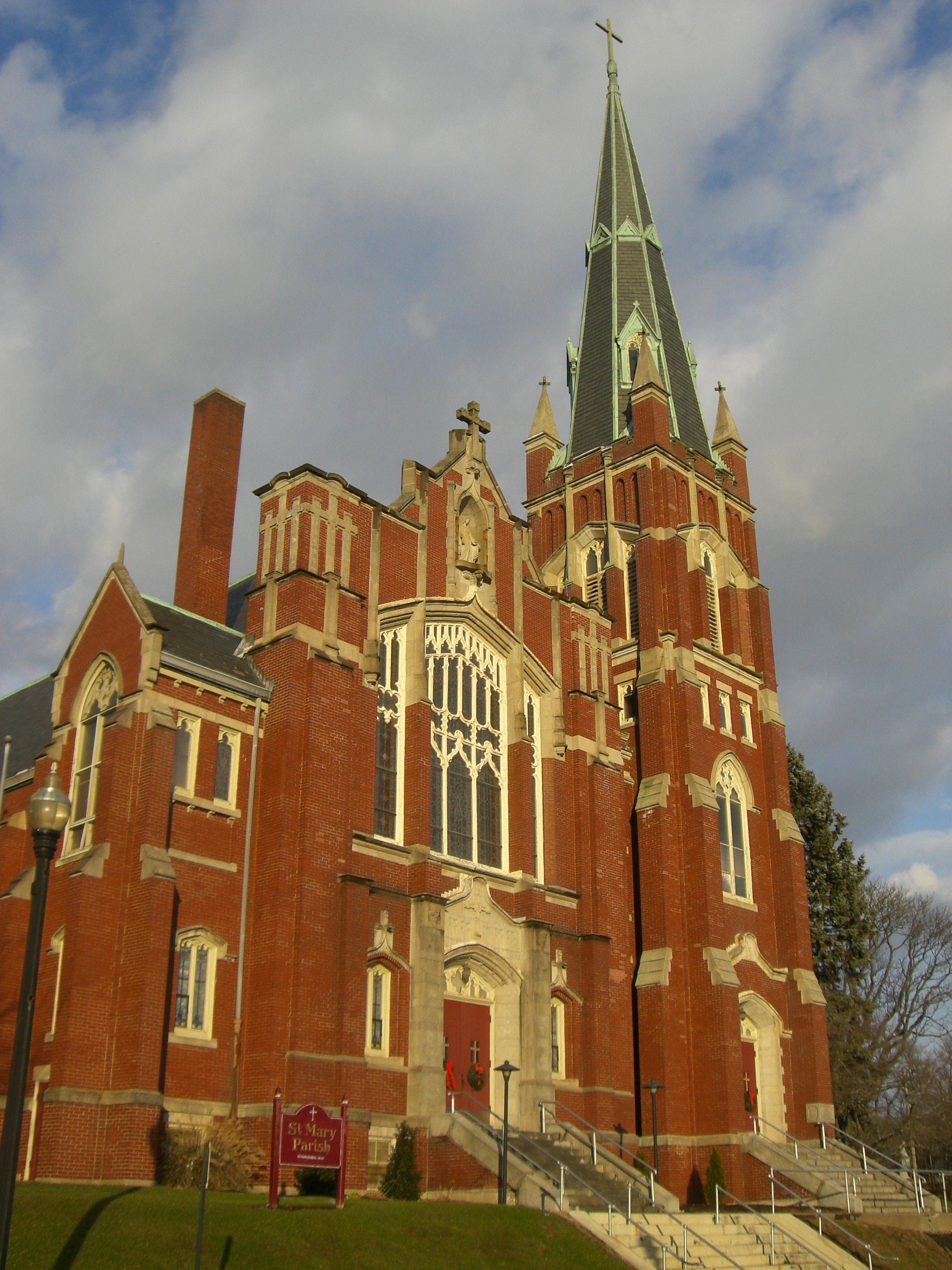
セントメアリーズ教会2008年12月
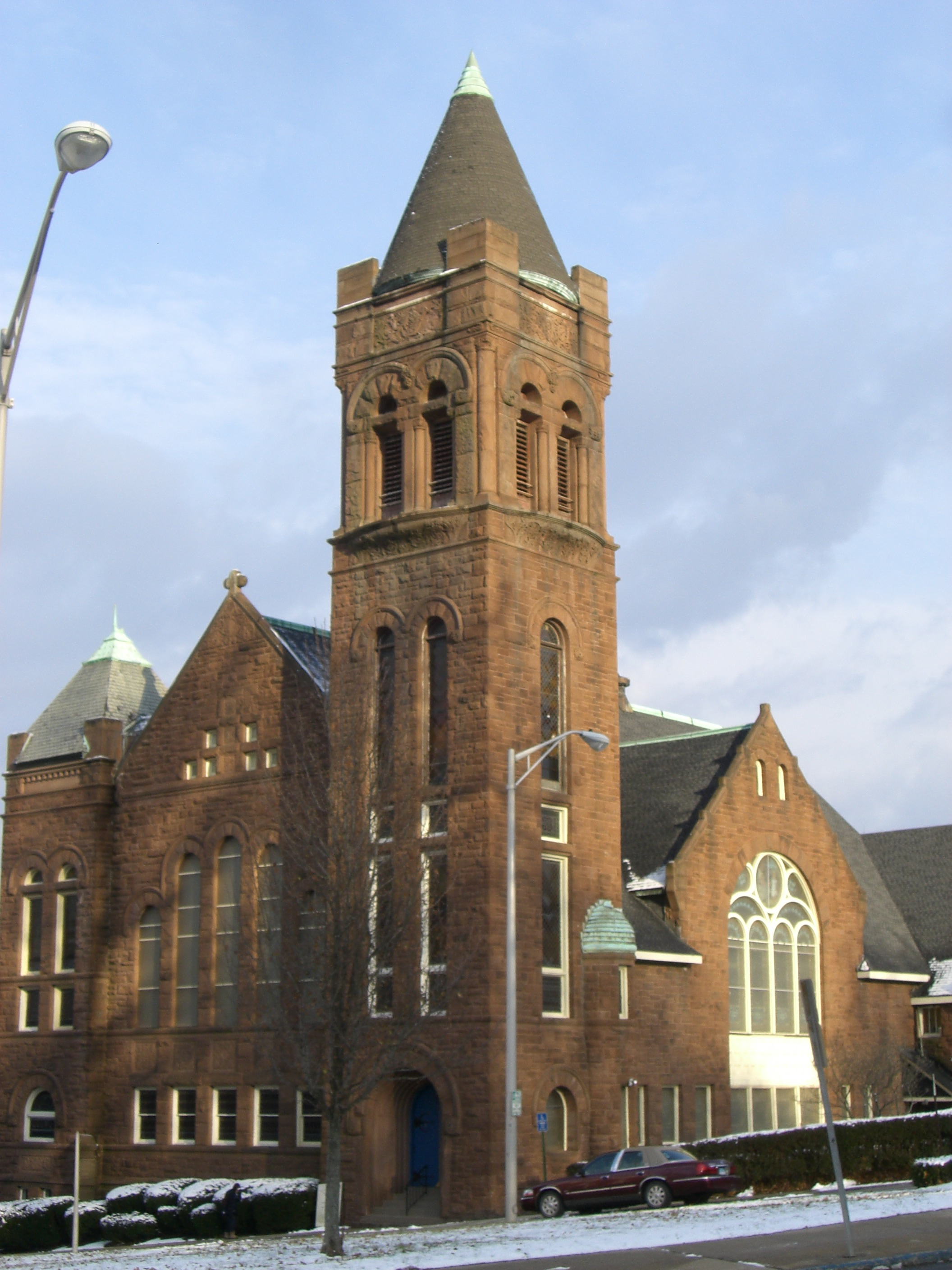
元第一ユニタリアン教会、元々はセントポールズ・ユニバーサリスト教会、2008年12月
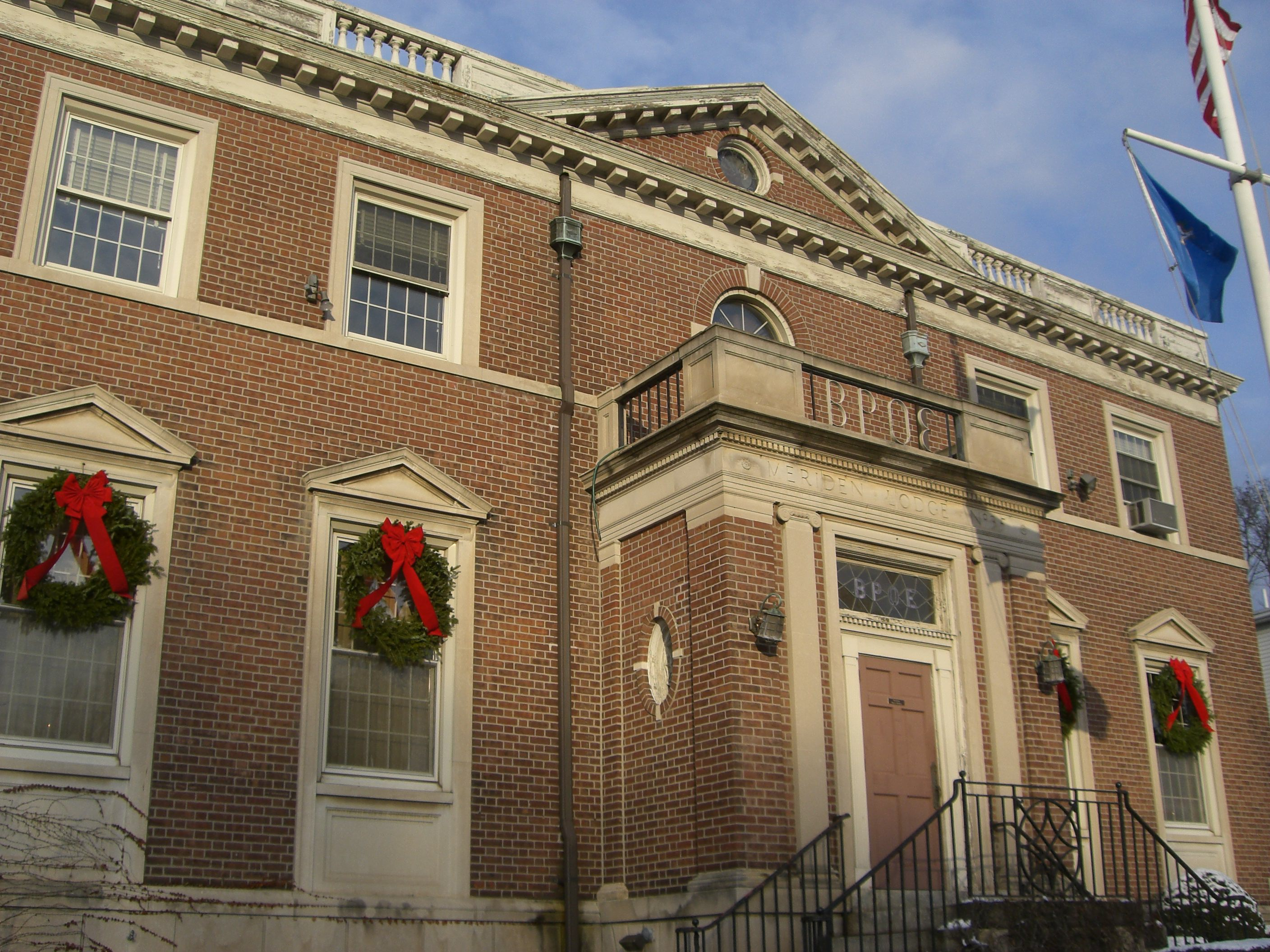
エルクス・ロッジ、2008年12月
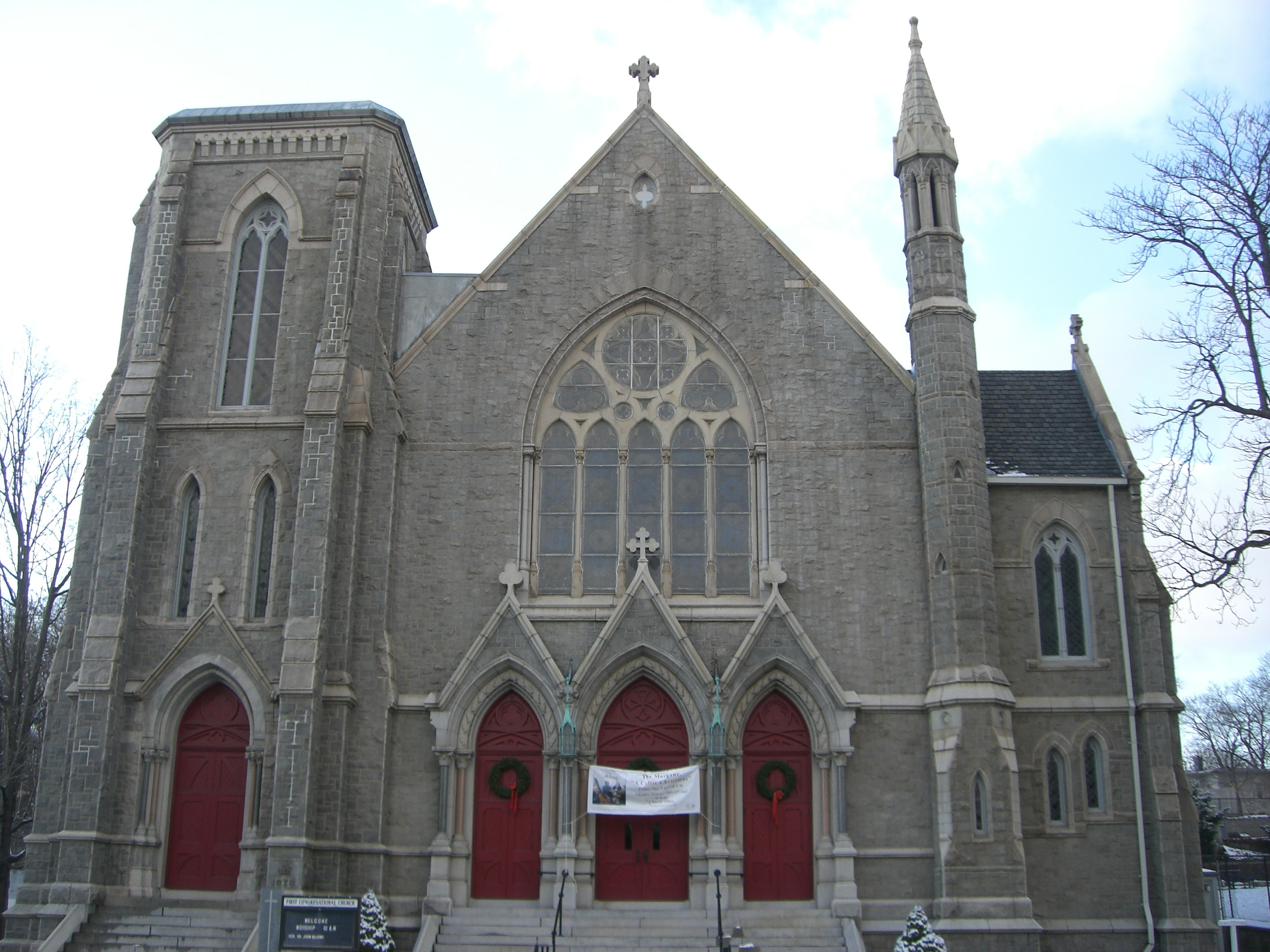
第一会衆派教会、2008年12月
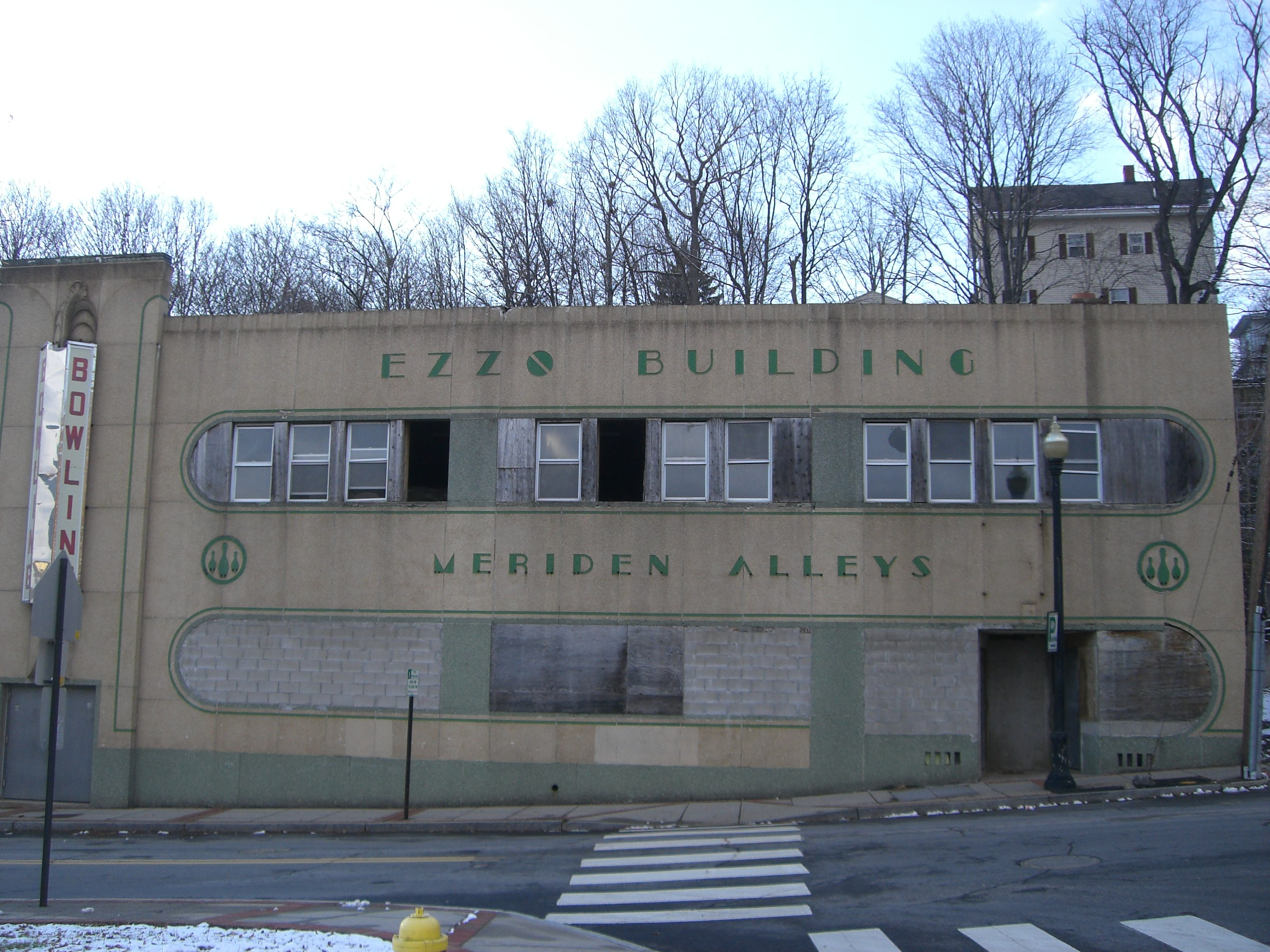
エッソ・ビル、アール・デコ調の傑作、2008年12月
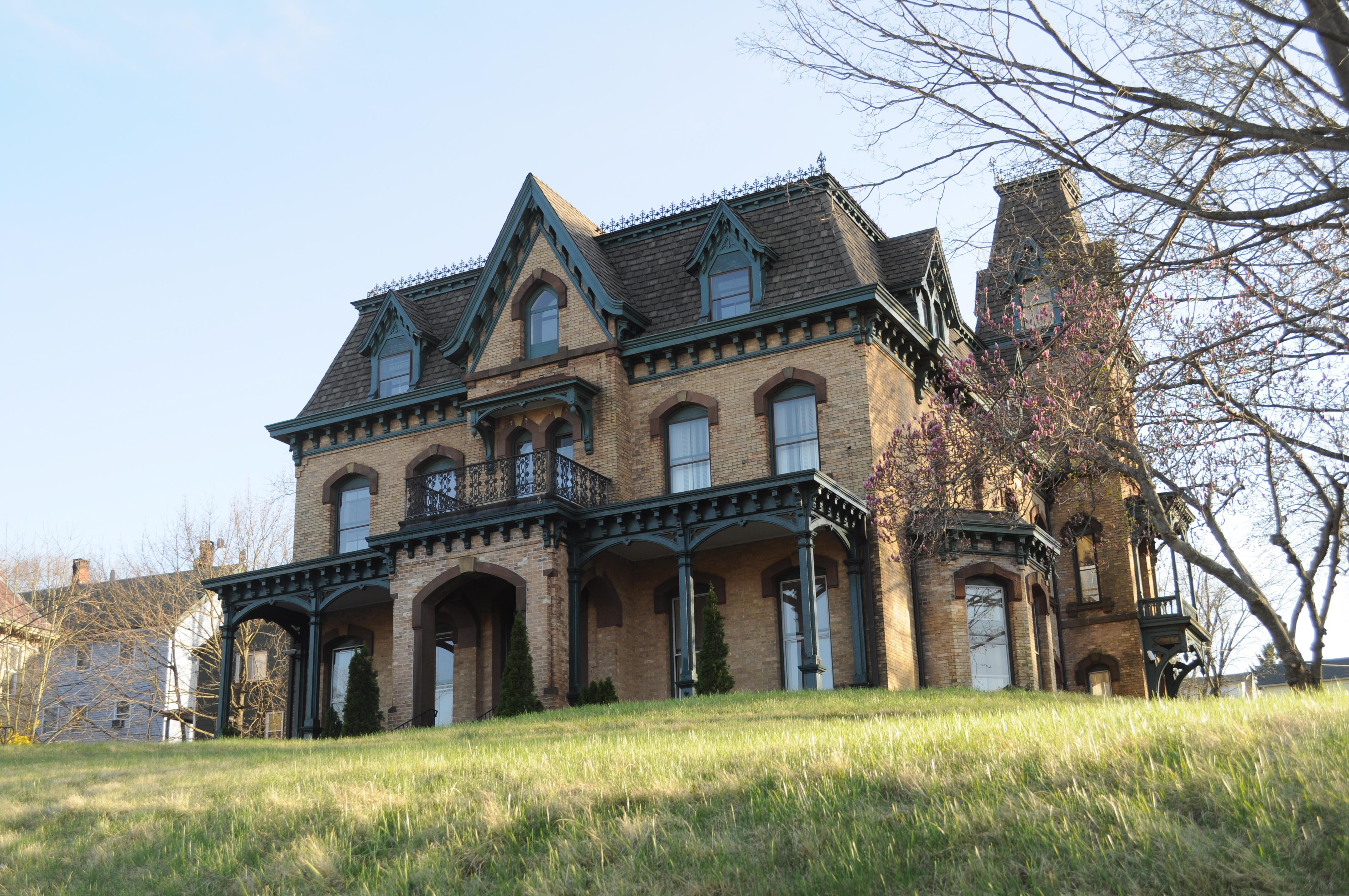
邸宅、現在はモスク、カーティス記念図書館の隣、2012年3月
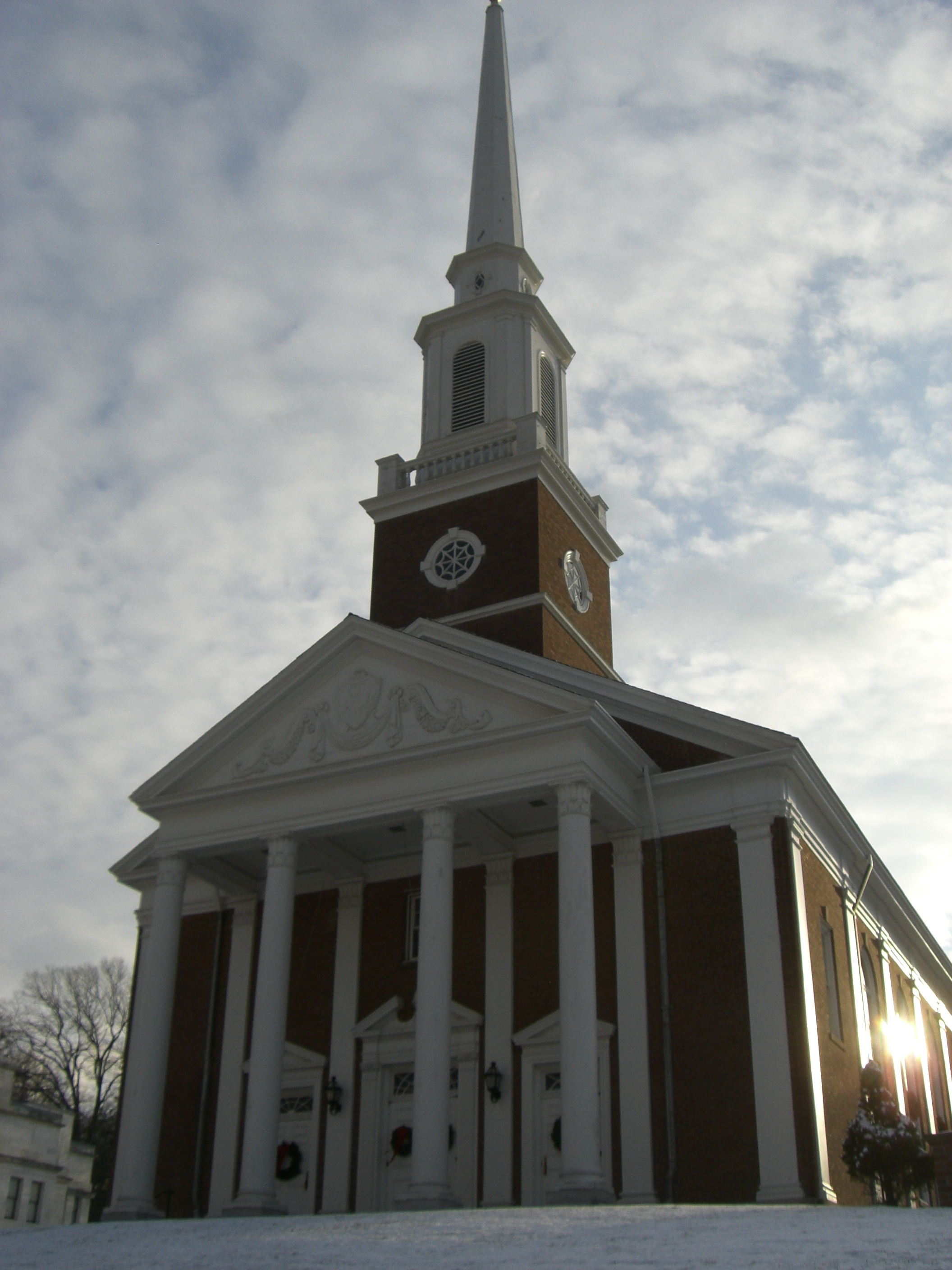
第一ユナイテッド・メソジスト教会、2008年12月
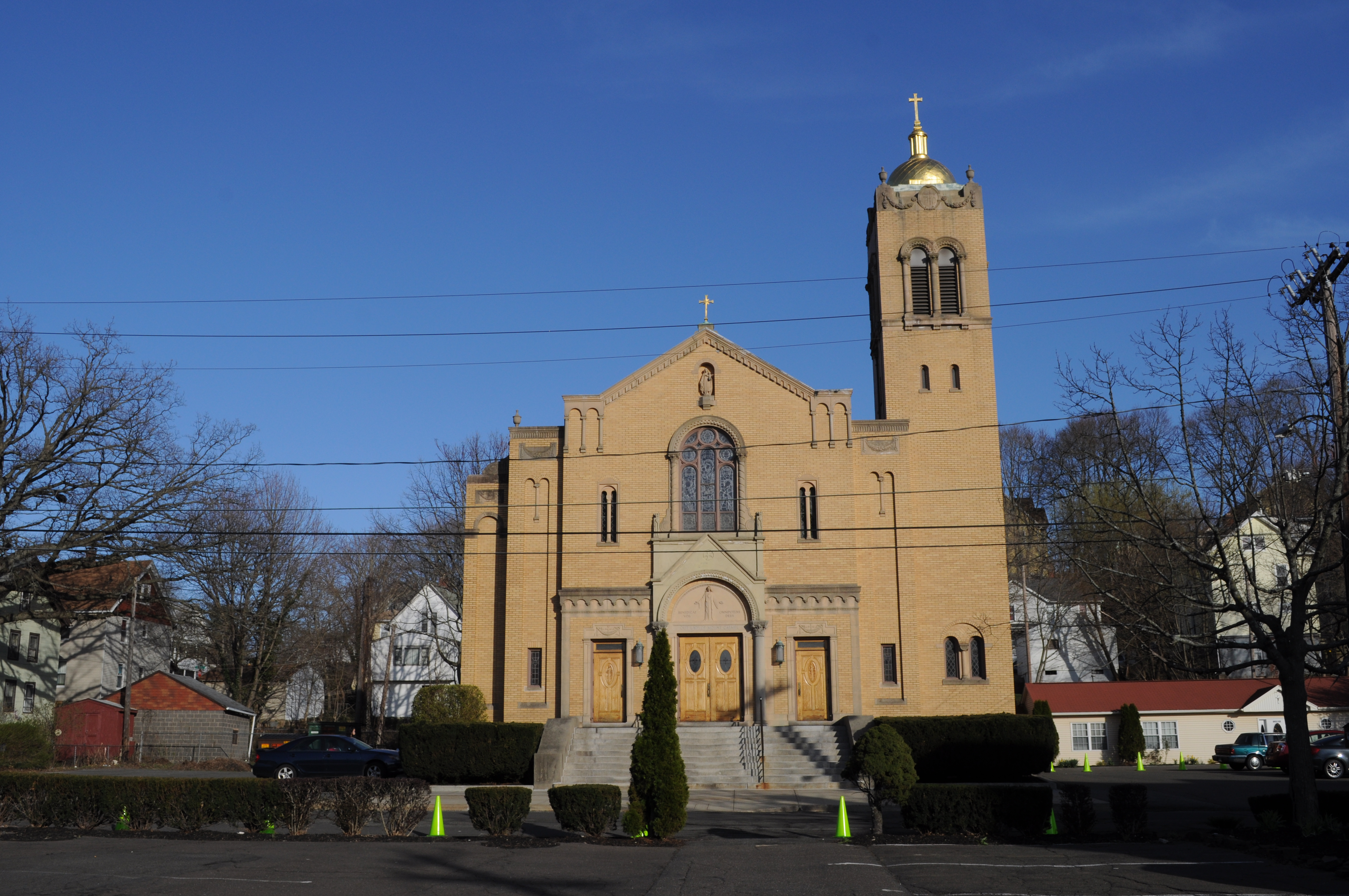
アワーレディ・オブ・マウントカーメル教会、2012年3月
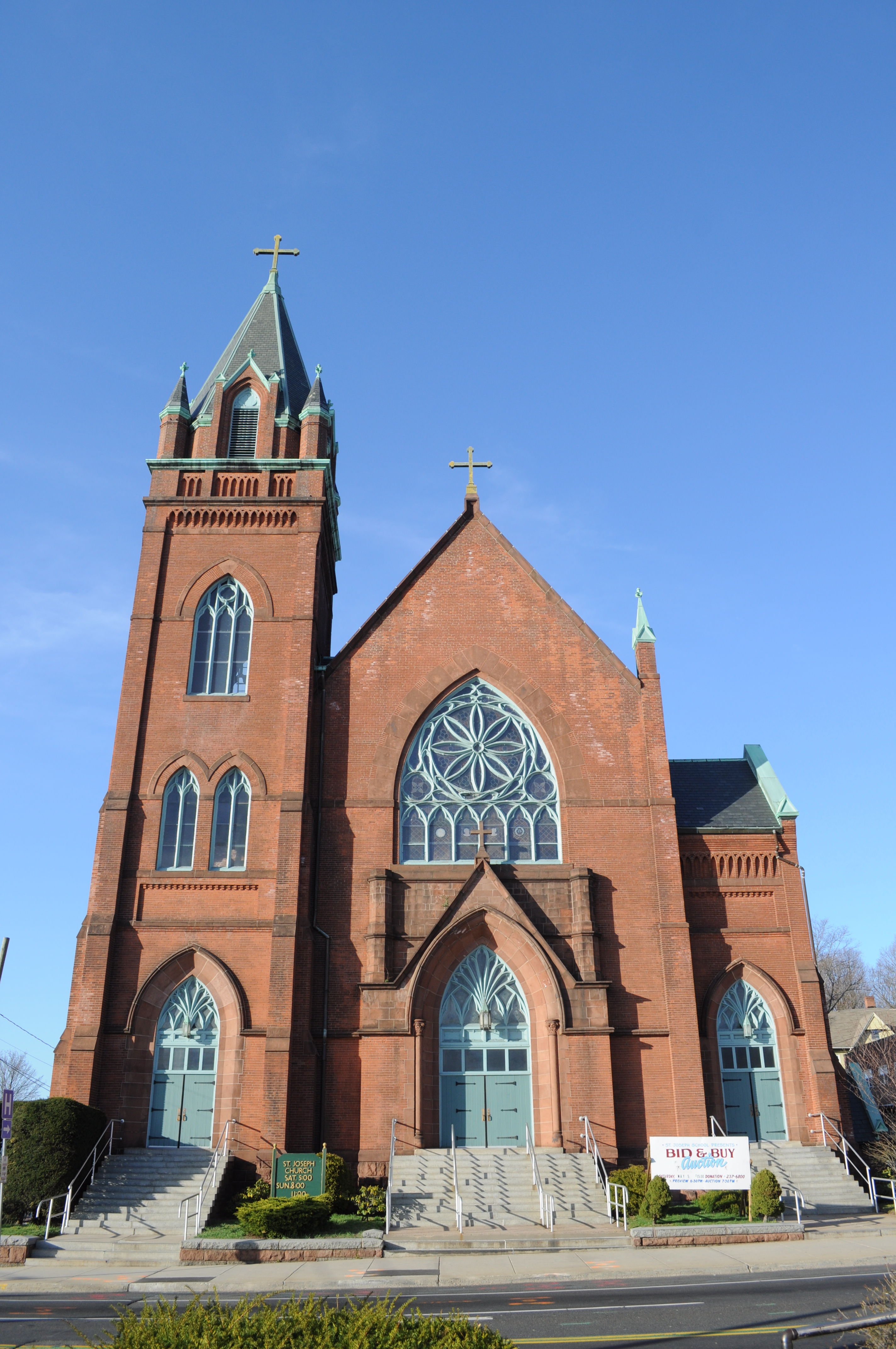
セントジョセフス教会、2012年3月
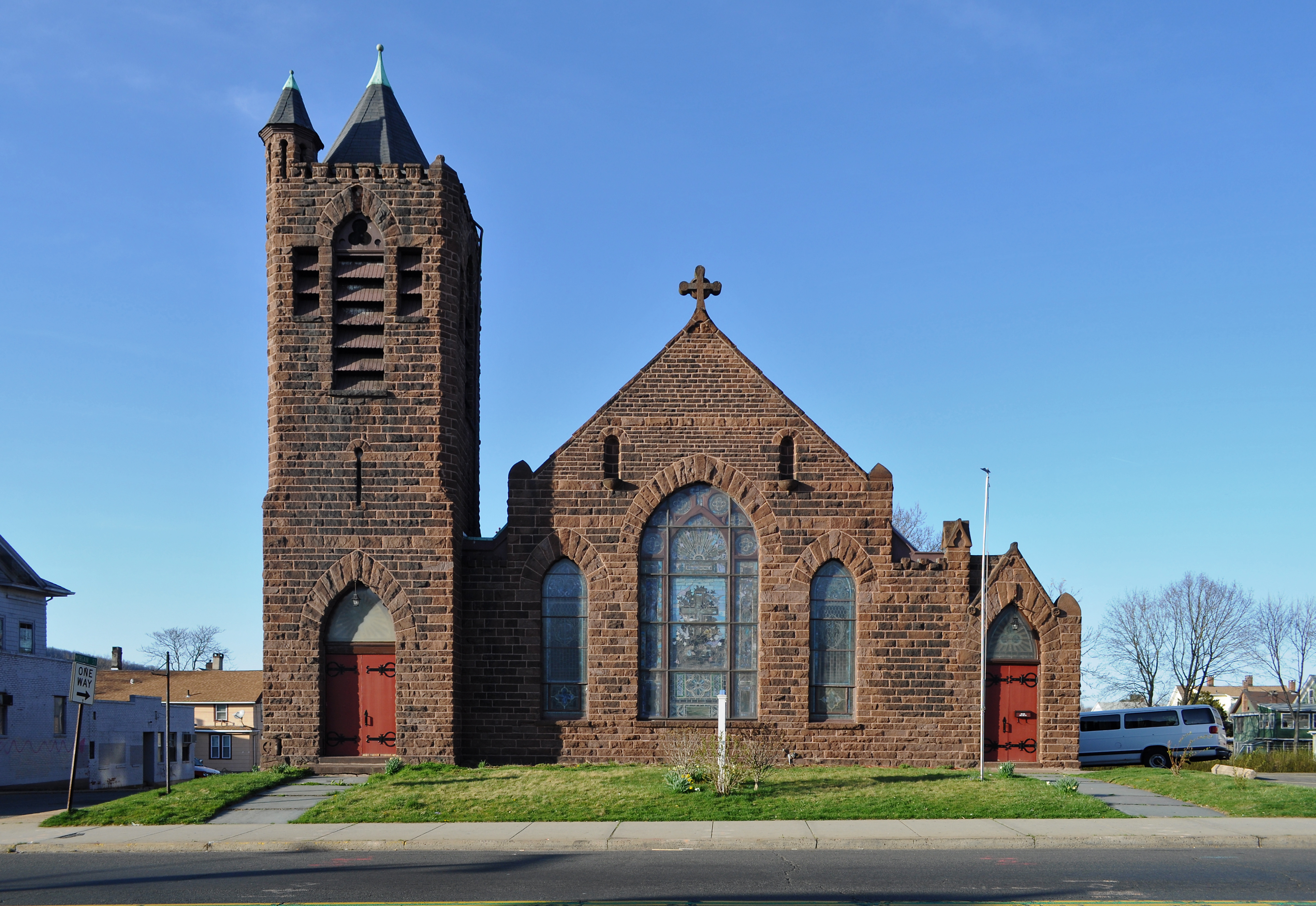
元オールセインツ教会、現在イグレシア・ロカ・デ・サルバション/ロック・オブ・サルベーション教会、アセンブリー・オブ・クリスチャン教会、2012年3月